# Chrysops reticulatus
Chrysops reticulatus är en tvåvingeart som beskrevs av Wilkerson 1979. Chrysops reticulatus ingår i släktet Chrysops och familjen bromsar.
Artens utbredningsområde är Colombia. Inga underarter finns listade i Catalogue of Life.